# Quảng Ngạn
Quảng Ngạn là một xã ven biển và đầm phá thuộc huyện Quảng Điền, thành phố Huế, Việt Nam.
Xã có diện tích 18,24 km², dân số năm 1999 là 6256 người, mật độ dân số đạt 343 người/km².

## Hành chính
Từ năm 2015 (theo Nghị quyết 09/NQ-HĐND tỉnh), xã Quảng Ngạn có 8 thôn:
1. Thôn 1
2. Thôn 2
3. Thôn 3
4. Thôn 13
5. Vĩnh Tu
6. Đông Hải
7. Tây Hải
8. Tân Mỹ